# The Miseducation of Lauryn Hill
The Miseducation of Lauryn Hill és el primer àlbum d'estudi en solitari de la cantant estatunidenca Lauryn Hill. Va ser llançat l'agost de 1998 per Ruffhouse Records i Columbia Records, escrit i produït per Hill.
És un àlbum conceptual sobre l'educació d'un mateix en l'amor, amb temes lírics que inclouen complexitats relacionals, conflictes interpersonals, maternitat i fe. Predominantment un disc de neo soul i R&B, incorpora gèneres com rap, reggae i soul, i compta amb les col·laboracions de Carlos Santana, Mary J. Blige i D'Angelo.

## Història

### Antecedents i producció

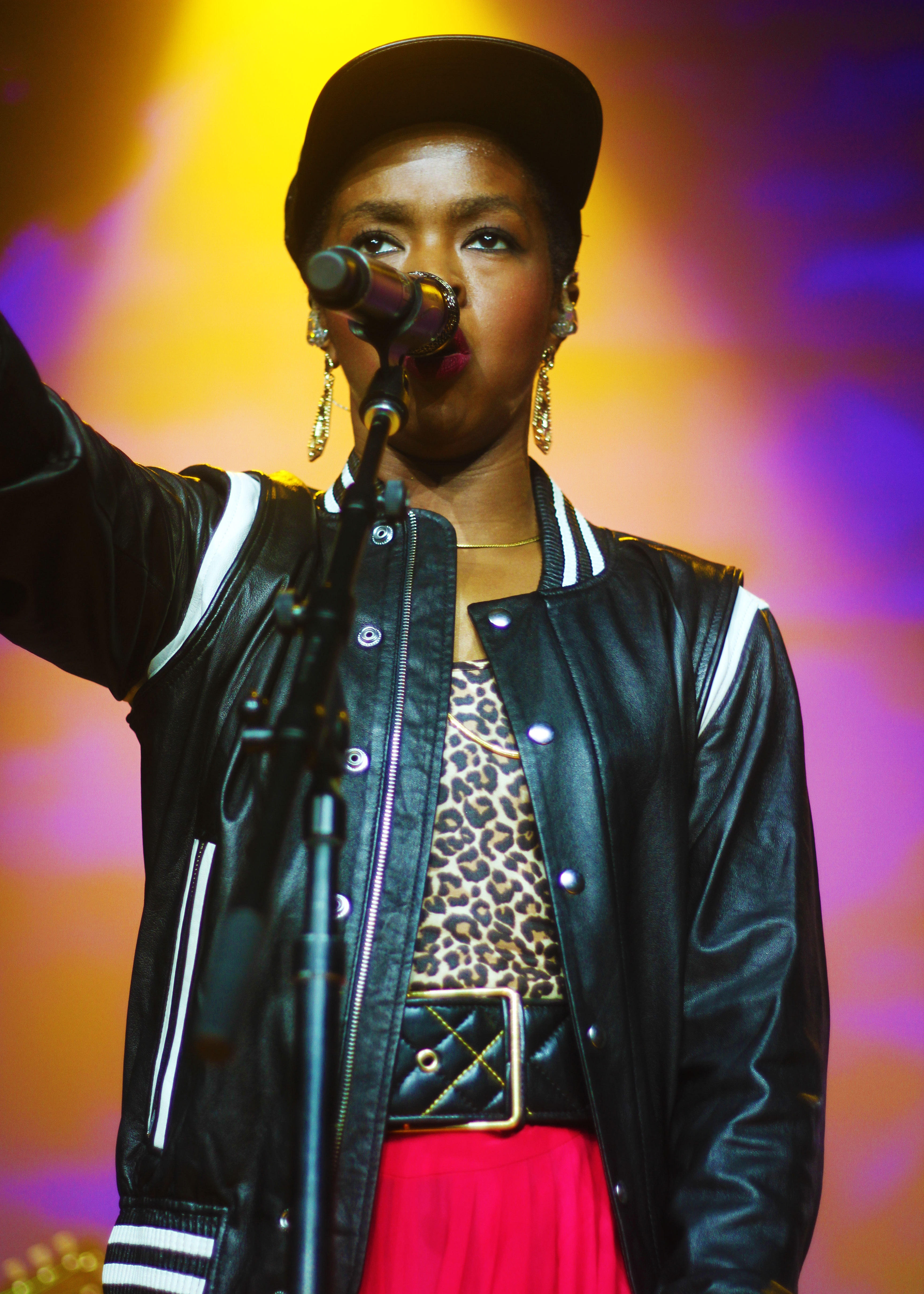
Lauryn Hill, 2014

Des de començaments dels anys noranta, Lauryn Hill era la solista dels Fugees, banda que integrava amb Wyclef Jean i Pras Michel. El 1996, el grup va publicar el reeixit àlbum The Score i, després de la llarga gira, van decidir fer una pausa per prioritzar les seves carreres en solitari. Hill es va involucrar en una relació romàntica amb l'empresari jamaicà Rohan Marley (un dels fills de la icona del reggae, Bob Marley), i poc després, es va quedar embarassada del seu primer fill. L'embaràs, així com altres circumstàncies de la seva vida, van inspirar Hill a crear el seu primer àlbum en solitari.
Les sessions d'enregistrament de The Miseducation of Lauryn Hill van tenir lloc des del setembre de 1997 fins al juny de 1998, inicialment a Nova York i Nova Jersey. Després, es van traslladar a l'estudi de gravació de Tuff Gong a Kingston. A la capital jamaicana, la cantant d'East Orange va rebre la col·laboració d'un grup de músics que treballaven per al segell, els New Ark, que van participar en la composició i producció de les cançons. Gordon Williams va supervisar el projecte, mentre que Che Pope i James Poyser també van contribuir en algunes cançons. Hill es va esforçar per diferenciar el seu estil musical del dels Fugees, i va escriure cançons que parlaven de l'agitació dins del grup. Com que es va abstenir de seguir les tendències de la música convencional i no volia que sonés sobreproduït, els instruments en directe es van incorporar amplament als enregistraments.
L'LP va ser publicat el 19 d'agost de 1998 al Japó, mentre que als Estats Units va veure la llum el dia 25.

### Rebuda
The Miseducation of Lauryn Hill va rebre l'aplaudiment unànime de la crítica i es va convertir en un dels àlbums més aclamats del 1998, amb la majoria dels elogis dirigits a la manera com Hill havia plasmat des del seu prisma (femení, negre i jove) la vida i l'amor, i al ventall artístic de la cantant. També va tenir un notable èxit comercial: l'àlbum va debutar al cim del Billboard 200 als Estats Units, amb 422.000 còpies venudes en la primera setmana, establint la millor marca fins al moment per a una artista femenina.
L'àlbum va ser promocionat amb tres senzills: "Doo Wop (That Thing)" —que va arribar a la primera posició del Billboard Hot 100—, "Ex-Factor", i "Everything Is Everything". Hill va realitzar múltiples actuacions televisades i una gira de concerts per tot el món.
En la gala dels XLI premis Grammy (1999), va ser guardonat com l'Àlbum de l'any i Millor àlbum de R&B, mentre que Hill va batre els rècords de més nominacions (10) i premis rebuts (5) per una dona en una única edició. El disc va rebre la certificació de diamant per la Recording Industry Association of America (RIAA), per 10 milions d'unitats venudes als Estats Units. Amb més de 20 milions de còpies a tot el món, The Miseducation of Lauryn Hill es troba entre els àlbums més venuts de tots els temps.

### Polèmica legal
Els quatre integrants de New Ark van creure que Lauryn Hill, Ruffhouse i Columbia Records no els havien acreditat adequadament per les seves contribucions i van presentar una demanda, que es va resoldre extrajudicialment el 2001 amb el pagament de 5 milions de dòlars. S'ha considerat que aquest afer és un dels motius pels quals la intèrpret de Nova Jersey ha rebutjat treure cap més àlbum d'estudi.

### Llegat
L'èxit de The Miseducation of Lauryn Hill va impulsar Hill a un gran reconeixement mundial i va contribuir a portar el rap i el neo soul a l'avantguarda de la música popular. S'ha destacat que Hill havia ofert una perspectiva diferent a la d'altres dones del hip-hop —que generalment rapejaven sobre temes sexuals, o bé cridaven a un feminisme de resistència radical—, mentre ella proposava un apoderament de les dones més comunicatiu.
Diversos crítics han exaltat l'àlbum com un dels millors de la seva generació i de tots els temps, per la seva enorme influència en altres artistes i l'impacte omnipresent en la indústria musical. L'àlbum es va classificar entre els 100 millors LP d'Apple Music i en el top-10 dels 500 millors de la revista Rolling Stone. A més, ha estat seleccionat per ser inclòs en multitud d'institucions culturals, com ara la Biblioteca del Congrés, l'Smithsonian i el Grammy Hall of Fame. Malgrat el seu immens èxit, segueix sent l'únic àlbum d'estudi de Hill.